# Mihály Petrovszky
Mihály Petrovszky (Békéscsaba, 26 de diciembre de 1950) es un deportista húngaro que compitió en judo. Ganó una medalla de bronce en el Campeonato Europeo de Judo de 1976 en la categoría de +93 kg.
Participó en dos Juegos Olímpicos de Verano en los años 1972 y 1976, su mejor actuación fue un quinto puesto logrado en Montreal 1976 en la categoría de  +93 kg.

## Palmarés internacional
| Campeonato Europeo | Campeonato Europeo | Campeonato Europeo | Campeonato Europeo |
| Año                | Lugar              | Medalla            | Categoría          |
| ------------------ | ------------------ | ------------------ | ------------------ |
| 1976               | Kiev (URSS)        | Medalla de bronce  | +93 kg             |